# Катинайтис, Антанас Юозович
Антанас Юозович Катинайтис — советский литовский хозяйственный деятель, Герой Социалистического Труда.

## Биография
Родился в 1904 году в Вабалишкисе. Член КПСС с 1952 года.
В 1912—1940 — батрак.
Угнан в Германию во время Великой Отечественной войны, остарбайтер, сельскохозяйственный рабочий.
В 1946—1981 — активный участник коллективизации в Литовской ССР, колхозник колхоза «Цвирка», колхозник колхоза «Тиеса» Шакяйского района Литовской ССР.
Указом Президиума Верховного Совета СССР от 23 июня 1966 года присвоено звание Героя Социалистического Труда с вручением ордена Ленина и золотой медали «Серп и Молот».
Умер в 1981 году в Вабалишкисе.

## Награды и звания
- Герой Социалистического Труда (23.06.1966)
- Орден Ленина (23.06.1966)